# Мятнево (Разинское сельское поселение)
Мятнево — деревня в Харовском районе Вологодской области.
Входит в состав Разинского сельского поселения, с точки зрения административно-территориального деления — в Разинский сельсовет.
Расстояние по автодороге до районного центра Харовска — 40 км, до центра муниципального образования Горы — 5 км. Ближайшие населённые пункты — Мишаково, Красново, Квашниха.
По данным переписи в 2002 году постоянного населения не было.